# 庫邊斯科耶湖
庫邊斯科耶湖是俄羅斯的大型淺水湖泊，位於沃洛格達州，海拔109米，從西北至東南方向的長度為60公里，湖泊面積407平方公里，平均水深3米，水位隨季節而異，是蘇霍納河的發源地。
1917年，在庫邊斯科耶湖流往蘇霍納河的地方興建水壩，把該湖變成水庫。